# Ha ögonen på skaft

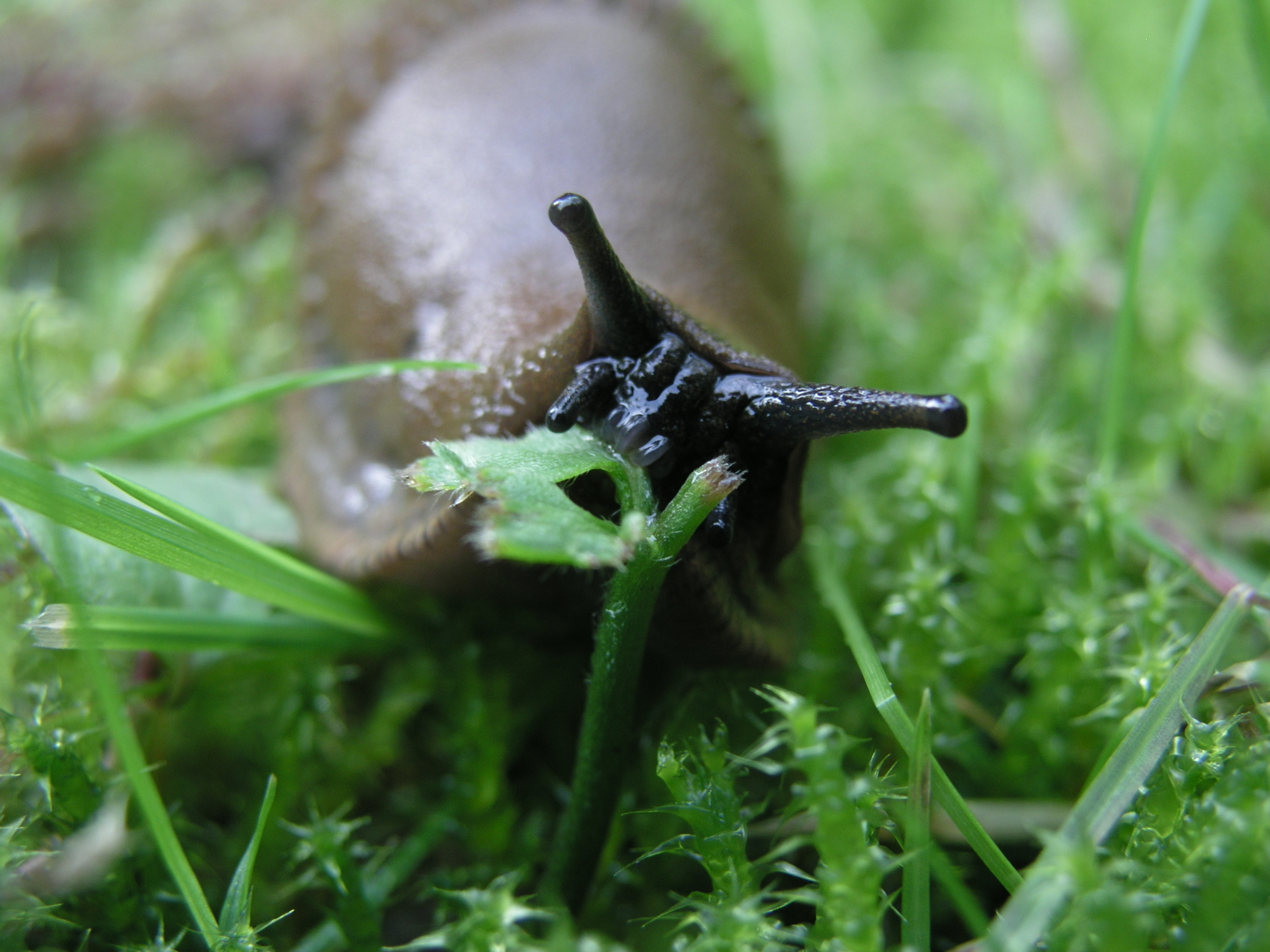
Snigeln har ögonen på skaft

Att ha ögonen på skaft är ett svenskt idiomatiskt uttryck  som beskriver någon eller något som är uppmärksam. Jämför: "ha huvudet på skaft" och "ha öronen på skaft".
Den första dokumenterade användningen i svenska språket är i romanen ”Svenska öden och äfventyr” av August Strindberg: ”Jag såg qvinnor och barn utan kläder, med ögonen som på skaft efter en brödbit.”